# Nagroda Literacka im. Józefa Mackiewicza
Nagroda Literacka im. Józefa Mackiewicza – polska nagroda literacka przyznawana od 2002 roku.
Została ufundowana w celu upamiętnienia postaci i dzieła Józefa Mackiewicza, pisarza i działacza politycznego. Przyznawana jest polskim autorom za książki w szczególny sposób popularyzujące rodzimą kulturę, historię i tradycję.

## Kapituła
Fundatorami Nagrody są przedsiębiorcy Jan Michał Małek i Dorota Boether (wcześniej Zbigniew Zarywski). Nagroda przyznawana jest corocznie, a ogłoszenie wyników i uroczystość wręczenia laurów odbywa się 11 listopada. Nagrodę przyznaje kapituła, której przewodniczącym byli kolejno:
- Marek Nowakowski 2002 - 2014
- Tomasz Burek 2014 - 2017
- Maciej Urbanowski 2017 - 2023
- Jacek Bartyzel 2023 - aktualnie

W skład kapituły wchodzą: Jacek Bartyzel (od jesieni 2007, przewodniczący kapituły), Krzysztof Dybciak (od roku 2016), Wacław Holewiński (od roku 2016), Stanisław Michalkiewicz (sekretarz), Jacek Trznadel, Maciej Urbanowski (od sierpnia 2006), Rafał A. Ziemkiewicz, Dorota Heck, Paweł Witaszek.  
W pracach kapituły brali udział również: Ryszard Legutko (do lata 2005), Kazimierz Orłoś (do czerwca 2006), Andrzej Nowak (do maja 2007), Marek Nowakowski (do maja 2014), Włodzimierz Odojewski (do lipca 2016), Elżbieta Morawiec (2005-2014), Halina Mackiewicz (córka Józefa Mackiewicza), Tomasz Burek (do 2017), Lech Jęczmyk, Zbigniew Zarywski (do 2015), Dorota Boetcher, Jan Michał Małek (do 2022).  
Kapituła rozpatruje każdorazowo, jako kandydatury Nagrody, utwory literackie (powieści, eseje, poezję) i publicystyczne (w tym polityczne) oraz rozprawy historyczne, filozoficzne i krytycznoliterackie, napisane w języku polskim przez autorów żyjących, wydane w formie książkowej w poprzednim roku i zgłoszone przez wydawców do konkursu.
Latem ogłaszane są nominacje do Nagrody, zwykle obejmujące około 10 książek. Spośród ich autorów wyłaniany jest następnie laureat Nagrody, który otrzymuje 10 tys. dolarów i złoty medal z portretem patrona Nagrody oraz jego literackim credo: „Jedynie prawda jest ciekawa”, oraz wyróżnienia, którym Kapituła przyznaje po 1 tys. dolarów. Ponadto zarówno laureat, jak i wyróżnieni, otrzymują statuetki z brązu z popiersiem patrona Nagrody.
W listopadzie 2019 członkowie rodziny Józefa Mackiewicza opublikowali deklarację w sprawie Nagrody, w której stwierdzili m.in. „Z głębokim niepokojem obserwujemy atmosferę wokół Nagrody: szowinistyczne wystąpienia niektórych członków jury, sposób, w jaki Nagroda jest reklamowana w mediach społecznościowych i osoby, które ją promują. (...) Łączenie twórczości Józefa Mackiewicza z przejawami antysemityzmu, szowinizmu, homofobii i ludzkiej podłości, jest niedopuszczalne.” Zaprotestowali przeciwko zasiadaniu w jej jury przez Stanisława Michalkiewicza. Pismo podpisali m.in. Kazimierz Orłoś i Maciej Orłoś. Nie zostało jednak podpisane przez córkę Józefa Mackiewicza, Halinę Mackiewiczównę. Stanisław Michalkiewicz został wyznaczony do tej kapituły jako mąż zaufania przez Halinę Mackiewiczównę.

## Laureaci Nagrody Literackiej im. Józefa Mackiewicza
2002
laureat
- Ewa i Władysław Siemaszkowie – praca Ludobójstwo dokonane przez nacjonalistów ukraińskich na ludności polskiej Wołynia 1939–1945 (Wydawnictwo von Borowiecky)

wyróżnienia
- Dawid Bieńkowski – powieść Jest (Wydawnictwo Agawa)
- Wojciech Klewiec – książka Proces pokazowy. Oskarżony Augusto Pinochet (Wydawnictwo El-Ka)

pozostałe nominacje
- Jarosław Abramow-Newerly – Lwy mojego podwórka (wyd. Twój Styl)
- Marek Jan Chodakiewicz – Żydzi i Polacy (wyd. Fronda)
- Karolina Lanckorońska – Wspomnienia wojenne (wyd. Znak)
- Paweł Lisicki – Punkt oparcia (wyd. Fronda)
- Jadwiga Staniszkis – Postkomunizm (wyd. słowo/obraz terytoria)
- Wojciech Wencel – Oda chorej duszy (Fundacja bruLionu)
- Piotr Wierzbicki – Traktat o gnidach i cd. (wyd. Zysk i S-ka)
- Marek Zybura – Niemcy w Polsce (Wydawnictwo Dolnośląskie)

2003
laureat
- Marek Jan Chodakiewicz (oprac. i wstęp) – praca Ejszyszki. Kulisy zajść w Ejszyszkach, epilog stosunków polsko-żydowskich na Kresach, 1944-45 (Biblioteka Fronda)

wyróżnienia
- Cezary Michalski – powieść Siła odpychania (Wydawnictwo W.A.B.)
- Maciej Urbanowski – tom esejów Oczyszczenie. Szkice o literaturze polskiej XX wieku (Wydawnictwo Arcana)

pozostałe nominacje
- Aleksander Jurewicz – Prawdziwa ballada o miłości (wyd. Znak)
- Jarosław Marek Rymkiewicz – Zachód słońca w Milanówku (wyd. Sic!)
- Joanna Siedlecka – Pan od poezji. O Zbigniewie Herbercie (wyd. Prószyński i Ska)
- Wojciech Wencel – Ziemia Święta (Wydawnictwo Literackie)

2004
laureat
- Wojciech Albiński – zbiór opowiadań Kalahari (Wydawnictwo Książkowe Twój Styl)

wyróżnienia
- Anna Pawełczyńska – tom wspomnień Koniec kresowego świata (Wydawnictwo TEST)
- Wacław Holewiński – powieść Lament nad Babilonem (wyd. Prószyński i S-ka)

pozostałe nominacje
- Marian Apfelbaum – Dwa sztandary (Wydawnictwo Literackie)
- Marek Harny – Urodzony z wiatru (wyd. Prószyński i S-ka)
- Elżbieta Isakiewicz – Czerwony ołówek (Niezależne Wydawnictwo Polskie)
- Bernard Nowak – Taniec Koperwasów (wyd. Test)
- Daniel Odija – Tartak (Wydawnictwo Czarne)
- Anna Pawełczyńska – Koniec kresowego świata (Wydawnictwo Test)
- Maciej Urbanowski – Człowiek z głębszego podziemia (Wydawnictwo Arcana)
- Bronisław Wildstein – Przyszłość z ograniczoną odpowiedzialnością (Wydawnictwo Arcana)

2005
laureat
- Eustachy Rylski – powieść Człowiek w cieniu (wyd. Świat Książki)

wyróżnienia
- Sławomir Cenckiewicz – praca Oczami bezpieki. Szkice i materiały z dziejów aparatu bezpieczeństwa PRL (Wydawnictwo Arcana)
- Aleksander Kopiński – praca Ludzie z charakterami. O okupacyjnym sporze Czesława Miłosza i Andrzeja Trzebińskiego (wyd. Fronda)

pozostałe nominacje
- Krzysztof Kąkolewski – Ksiądz Jerzy w rękach oprawców (Wydawnictwo von Borowiecky)
- Aleksander Kopiński – Ludzie z charakterami. O okupacyjnym sporze Czesława Miłosza i Andrzeja Trzebińskiego (wyd. Fronda)
- Tomasz Łubieński – Wszystko w rodzinie (wyd. Świat Książki)
- Waldemar Łysiak – Rzeczpospolita kłamców. Salon (Wydawnictwo Nobilis)
- Janusz Odrowąż-Pieniążek – Bulwar Wilshire albo Lądowanie w Kyzył Kija (Wydawnictwo Dolnośląskie)
- Eustachy Rylski – Człowiek w cieniu (wyd. Świat Książki)
- Bronisław Wildstein – Mistrz (wyd. Świat Książki)
- Rafał Wojasiński – Złodziej ryb (wyd. Nowy Świat)

2006
laureat
- Janusz Krasiński – powieść Przed Agonią (Wydawnictwo Arcana)

wyróżnienia
- Joanna Siedlecka – książka Obława (wyd. Prószyński i S-ka)
- Wiktor Poliszczuk – praca Gorzka prawda (Wydawnictwo ANTYK)

pozostałe nominacje
- Jarosław Abramow – Lwy STS-u (Wydawnictwo Rosner i wspólnicy)
- Wiesław Budzyński – Miasto Schulza (wyd. Prószyński i S-ka)
- Krzysztof Dybciak – Trudne spotkanie. Literatura polska XX wieku wobec religii (Wydawnictwo ARCANA)
- Dariusz Gawin – Polska – wieczny romans (Wydawnictwo Dante)
- Dariusz Karłowicz – Sokrates i inni święci (wyd. Fronda)
- Janusz Krasiński – Przed agonią (Wydawnictwo Arcana)
- Krzysztof Masłoń – Żydzi, Sowieci i my (wyd. Prószyński i S-ka)
- Zbigniew Mentzel – Wszystkie języki świata (wyd. Znak)
- Wiktor Poliszczuk – Gorzka prawda (Wydawnictwo Antyk)
- Joanna Siedlecka – Obława (wyd. Prószyński i S-ka)
- Wojciech Wencel – Imago mundi (wyd. Fronda)

2007
laureat
- Tadeusz Isakowicz-Zaleski – praca Księża wobec bezpieki na przykładzie archidiecezji krakowskiej (wyd. Znak)

wyróżnienia
- Wojciech Chmielewski – książka Biały bokser (wyd. Agawa)
- Stanisław Srokowski – książka Nienawiść (wyd. Prószyński i S-ka)

- Adam Wielomski – książka Hiszpania Franco (Agencja Wydawniczo-Reklamowa “Arte”)

pozostałe nominacje
- Włodzimierz Bolecki – Inna krytyka (wyd. Universitas)
- Andrzej Cisek – Kłamstwo Bastylii (wyd. Finna)
- Dariusz Gawin – Blaski i gorycz wolności (wyd. Ośrodek Myśli Politycznej: Wyższa Szkoła Europejska im. ks. Józefa Tisznera)
- Zdzisław Krasnodębski – Drzemka rozsądnych (wyd. Księgarnia Akademicka)
- Paweł Lisicki – Powrót z obcego świata (wyd. Arcana)
- Cezary Michalski – Gorsze światy (wyd. Fabryka Słów)

2008
laureat
- Jarosław Marek Rymkiewicz – książka Wieszanie (Wydawnictwo Sic!)

wyróżnienia
- Andrzej Biernacki książka Abeandry (Wyd. Więź), wyróżnienie ufundowało Polskie Radio S. A.
- Piotr Kowalski monografia Generał brygady Włodzimierz Ostoja Zagórski (wyd. Oficyna Wydawnicza Kucharski), wyróżnienie ufundował p. Jerzy Góral
- Wojciech Kudyba tomik poezji Gorce Pana (wyd. Topos), wyróżnienie ufundował p. Włodzimierz Kuliński

pozostałe nominacje
- Jacek Dukaj – Lód (Wydawnictwo Literackie)
- Grzegorz Górny – Demon Południa (wyd. Fronda)
- Grzegorz Kucharczyk – Mała historia polskiej myśli politycznej (wyd. Klub Książki Katolickiej)
- Piotr Mitzner – Gabinet cieni (wyd. Zeszyty Literackie)
- Zdzisław Skrok – Podolska legenda – powstanie i pogrzeb polskiego Podola (Wydawnictwo Iskry)

2009
laureat
- Bronisław Wildstein – powieść Dolina nicości (Wydawnictwo M)

wyróżnienia
- Sławomir Cenckiewicz – książka Sprawa Lecha Wałęsy (wyd. Zysk i S-ka),
- Grzegorz Eberhardt – praca Pisarz dla dorosłych – opowieść o Józefie Mackiewiczu (wyd. Lena/Stowarzyszenie Solidarność Walcząca), wyróżnienie ufundował inż. Antoni Plewik, przedsiębiorca rolny z Babina koło Bełżyc w województwie lubelskim
- Krzysztof Koehler – tom poezji Porwanie Europy (wyd. Biblioteka Toposu), wyróżnienie ufundowała spółka 3 S Media, w imieniu której wyróżnienie wręczył dr Tomasz Sommer
- Michał Wojciechowski – praca Moralna wyższość wolnej gospodarki (wyd. Prohibita)

pozostałe nominacje
- Wojciech Chmielewski – Brzytwa (wyd. Czytelnik)
- Tomasz Gabiś – Gry imperialne (wyd. Arcana)
- Piotr Gontarczyk – Nowe kłopoty z historią (wyd. Prohibita)
- Wojciech Grzelak – Rosja bez złudzeń – uroki demokracji suwerennej (wyd. 35 Media)
- Ryszard Legutko – Esej o duszy polskiej (wyd. Ośrodek Myśli Politycznej)
- Jarosław Marek Rymkiewicz – Kinderszenen (Wydawnictwo Sic!)
- Joanna Siedlecka – Kryptonim Liryka – bezpieka wobec literatów (wyd. Prószyński i S-ka)
- Szczepan Twardoch – Prawem wilka (wyd. SuperNOWA)

2010
laureat
- Paweł Zyzak – praca Lech Wałęsa – idea i historia (Wydawnictwo Arcana)

wyróżnienia
- Jacek Dukaj – powieść Wroniec (Wydawnictwo Literackie)
- Maciej Parowski – powieść Burza. Ucieczka z Warszawy ’40 (wyd. Narodowe Centrum Kultury)

pozostałe nominacje
- Jerzy Fąfara – 18 znaczy życie (wyd. Podkarpacki Instytut Książki i Marketingu)
- Antoni Libera – Godot i jego cień (wyd. Znak)
- Paweł Lisicki – Przerwa w pracy (wyd. Zysk i S-ka)
- Leszek Moczulski – Wojna polska (wyd. Bellona)
- Wojciech Pestka – Do zobaczenia w piekle (wyd. Wysoki Zamek)
- Jan Polkowski – Cantus (Wydawnictwo a5)
- Magda Skubisz – Dżus & Dżin (wyd. Videograf)

2011
laureat
- Wojciech Wencel – tom poetycki De profundis (Wydawnictwo Arcana)

wyróżnienia
- Szczepan Twardoch – powieść Wieczny Grunwald (wyd. Narodowe Centrum Kultury), wyróżnienie ufundował Włodzimierz Kuliński ze Sztokholmu
- Janusz Węgiełek – powieść Wiślany szlak (wyd. Regionalne Towarzystwo Powiślan), wyróżnienie ufundował dr. Jan Pokrywka oraz darczyńca, który pragnął pozostać nieznany

pozostałe nominacje
- Justyna Błażejowska – Papierowa rewolucja (wyd. Instytut Pamięci Narodowej)
- Stanisław Chyczyński – Życie poza nawiasem (wyd. Temat)
- Agnieszka Kołakowska – Wojna kultur i inne wojny (wyd. Fundacja św. Mikołaja)
- W. Julian Korab-Karpowicz – Historia filozofii politycznej (wyd. Marek Derewiecki)
- Mateusz Matyszkowicz – Śmierć rycerza na uniwersytecie (wyd. Fundacja św. Mikołaja)
- Kazimierz Nowosielski – Człowiek rośnie cicho (wyd. Bernardinum)
- Sebastian Reńca – Z cienia (wyd. Fronda)

2012
laureat
- Tomasz Merta – tom Nieodzowność konserwatyzmu (Teologia Polityczna)

wyróżnienia (ufundowane przez Włodzimierza Kulińskiego ze Sztokholmu)
- Renata Lis – esej Ręka Flauberta (Wydawnictwo Sic!)
- Tadeusz Płużański – praca Bestie. Mordercy Polaków (wyd. 3S Media)

pozostałe nominacje
- Andrzej Horubała – Żeby Polska była sexy i inne szkice polemiczne (wyd. Fronda)
- Krzysztof Koehler – Od morza do morza (wyd. Wojewódzka Biblioteka Publiczna i Centrum Animacji Kultury w Poznaniu)
- Maciej Korkuć – “Ogień”. Podhalańska wojna 1939–1945 (wyd. Attyka)
- Krzysztof Michalski – Zrozumieć przemijanie (wyd. Biblioteka Kwartalnika Kronos, Fundacja Augusta hrabiego Cieszkowskiego)
- Roman Misiewicz – dobre-nowiny.pl–wiersze smoleńskie (wyd. Sooni Project)
- Dariusz Wilczak – Generalissimus (wyd. Ossolineum)
- Rafał Wojasiński – Stara (wyd. Nowy Świat)

2013
laureat
- Wacław Holewiński – powieść Opowiem ci o wolności (wyd. Zysk i S-ka)

wyróżnienia
- Krzysztof Polechoński – monografia Pisarz w czasach wojny i emigracji. Ferdynand Goetel i jego twórczość w latach 1939–1960 (Wydawnictwo Uniwersytetu Wrocławskiego)
- Piotr Zychowicz – praca Pakt Ribbentrop-Beck, czyli jak Polacy u boku III Rzeszy mogli pokonać Związek Sowiecki (wyd. Nowy Świat)

pozostałe nominacje
- Kazimierz Brakoniecki – Chiazma (wyd. Towarzystwo Przyjaciół Sopotu)
- Monika Kacprzak – Pułapki politycznej poprawności (Wydawnictwo von Boroviecky)
- Jerzy Kędzierski – Opowieść mężczyzny który zarabia śpiąc (wyd. Rosemaria)
- Maryna Miklaszewski – Spotkałam kiedyś prawdziwego hipstera (wyd. Trio)
- Andrzej Nowak – Strachy i Lachy (wyd. Biały Kruk)
- Jan Polkowski – Głosy (wyd. Biblioteka Toposu)
- Bogdan Rymanowski – Ubek (wyd. Zysk i S-ka)
- Leszek Żebrowski – Mity przeciwko Polsce. Żydzi, Polacy, Komunizm 1939-2012 (wyd. Capital)

2014
laureat
- Ryszard Legutko – praca Sokrates. Filozofia męża sprawiedliwego (wyd. Zysk i S-ka)

wyróżnienia (ufundowane przez polskich przedsiębiorców: Włodzimierza Kulińskiego oraz Annę i Leszka Polakowskich)
- Jan Polkowski – powieść Ślady krwi (Wydawnictwo M)
- Stanisław Wiatr-Partyka – tom wierszy Ballada o utraconym domu (wyd. Narodowe Centrum Kultury)
- Tomasz Antoni Żak – esej reportażowy Dom za żelazną kurtyną. Listy do pani S. (wyd. Agencja Fotograficzno-Wydawnicza Olszewski)

pozostałe nominacje
- Elżbieta Cherezińska – Legion (wyd. Zysk i S-ka)
- Przemysław Dakowicz – Łączka (wyd. Arcana)
- Marek Gałęzowski – Przeciwko dwóm zaborcom. Polityczna konspiracja piłsudczykowska w kraju w latach 1939−1947 (wyd. Instytut Pamięci Narodowej)
- Grzegorz Górny – Ludzie z doliny śmierci (wyd. AA)
- Andrzej Nowak – Intelektualna historia III RP (wyd. Sic!)
- Tomasz Sommer – Dzieci operacji polskiej mówią (wyd. 3S Media)

2015
laureat
- Andrzej Nowak – książka Dzieje Polski. Skąd nasz ród (Wydawnictwo Biały Kruk)

wyróżnienia
- Przemysław Dakowicz – książka Obcowanie. Manifesty i eseje (Wydawnictwo Sic!)

pozostałe nominacje
- Krzysztof Kosiński – Wiwisekcja powszedniości. Studium wczesnej twórczości M. Nowakowskiego 1957-1971 (wyd. IPN)
- Marta Kwaśnicka – Krew z mlekiem (wyd. Teologia Polityczna)
- Krzysztof Masłoń – Puklerz Mohorta, Lektury kresowe (wyd. Zysk i S-ka)
- Grzegorz Motyka – Na białych Polaków obława. Wojska NKWD w walce z polskim podziemiem 1944–1953 (Wydawnictwo Literackie)
- Marek A. Koprowski – Wołyń (wyd. Replika)
- Sebastian Reńca – Niewidzialni (wyd. Prohibita)
- Piotr Gociek – Czarne bataliony (wyd. Fabryka snów)
- Jerzy J. Fąfara – Pomruk (wyd. Lisia Góra)
- Marek Ławrynowicz – Patriotów 41 (wyd. Zysk i S-ka)

2016
laureat
- Joanna Siedlecka – książka Biografie odtajnione. Z archiwów literackich bezpieki (wyd. Zysk i S-ka)

wyróżnienia
- Dorota Heck – książka Recenzje bez cenzury (wyd. Polihymnia)
- Piotr Semka – książka My, reakcja. Historia emocji antykomunistów w latach 1944-1956 (wyd. Zysk i s-ka)

pozostałe nominacje
- Witold Bagiński, Sławomir Cenckiewicz, Piotr Woyciechowski – Konfidenci (Editions Spotkania)
- Elżbieta Cherezińska – Turniej cieni (wyd. Zysk i s-ka)
- Przemysław Dakowicz – Afazja polska (wyd. Sic!)
- Piotr Gociek – Pozamiatane. Jak Platforma Obywatelska porwała Polskę (wyd. Zysk i s-ka)
- Anna Janko – Mała zagłada (Wydawnictwo Literackie)
- W. Julian Korab-Karpowicz – Traktat polityczno-filozoficzny (wyd. Marek Derewiecki)
- Renata Lis – W lodach Prowansji. Bunin na wygnaniu (wyd. Sic!)
- Marian Miszalski – Żydowskie lobby polityczne w Polsce (wyd. 3s Media)
- Barbara Stanisławczyk – Kto się boi prawdy? Walka z cywilizacją chrześcijańską w Polsce (wyd. Fronda)

2017
laureat
- Jacek Kowalski – książka Sarmacja. Obalanie mitów (Wydawnictwo Fronda)

wyróżnienia
- Jacek Komuda – książka Hubal (wyd. Fabryka Słów)
- Zbigniew Kaliszuk – książka Zmanipulowany umysł (Wydawnictwo M), wyróżnienie poza konkursem przyznał Jan Michał Małek

pozostałe nominacje
- Leszek Elektorowicz – Rąbek królestwa (wyd. Arcana)
- Paweł Lisicki – Krew na naszych rękach? (wyd. Fabryka Słów)
- Stanisław Nowak – Galicyanie (wyd. WAB/GW Foksal)
- Paweł Rojek – Awangardowy konserwatyzm: idea polska w późnej nowoczesności (Ośrodek Myśli Politycznej)
- Jan Sochoń – Człowiek i twórczość (wyd. Polskie Towarzystwo Tomasza z Akwinu)
- Stefan Turschmid – Ikony. Opowieść o terrorystach (wyd. Dom Wydawniczy Rebis)

2018
laureat
- Wiesław Helak – książka Nad Zbruczem (wyd. Arcana)

wyróżnienia
- Marian Sworzeń – książka Czarna ikona. Biełomor. Kanał Białomorski. Dzieje. Ludzie. Słowa (Wydawnictwo Sic!)
- Piotr Zaremba – książka Zgliszcza (wyd. Zysk i S-ka)

pozostałe nominacje
- Bartosz Jastrzębski – Vestigia Dei (wyd. Fundacja Augusta Hr. Cieszkowskiego)
- Mariola Kruszewska – Czereśnie będą dziczeć (Wydawnictwo w Podwórku)
- Krzysztof Kuczkowski – Ruchome święta (wyd. Towarzystwo Przyjaciół Sopotu)
- Paweł Lisicki – Luter. Ciemna strona rewolucji (wyd. Fronda)
- Bohdan Urbankowski – Źródła. Z dziejów myśli polskiej (wyd. Akces)

2019
laureat
- Marek Cichocki – książka Północ i Południe. Teksty o polskiej kulturze i historii (wyd. Teologia Polityczna)

wyróżnienia
- Maria Marczek-Krupa – książka Górecki. Geniusz i Upór (wyd. Znak)
- Paweł Lisicki – książka Epoka Antychrysta (wyd. Fabryka Słów)
- Krzysztof Karoń – książka Historia Antykultury (nakład własny), wyróżnienie ufundowała Polsko-Amerykańska Fundacja Edukacji i Rozwoju Ekonomicznego, wręczył je Jan Kubań, prezes Fundacji

pozostałe nominacje
- Artur Grabowski – Am (dziennik z drugiej strony) (wyd. Państwowy Instytut Wydawniczy)
- Piotr Gursztyn – Ribbentrop-Beck. Czy pakt Polska-Niemcy był możliwy? (Wydawnictwo Dolnośląskie)
- Wojciech Kudyba – Kamienica (Pewne Wydawnictwo)
- Krzysztof Piasecki – Cegiełki i inne opowiadania (wyd. Biblioteka Słów)
- Adrian Sinkowski – Atropina (wyd. Towarzystwo Przyjaciół Sopotu)
- Janusz Węgiełek – Spław (wyd. LTW)

2020
laureat
- Wojciech Roszkowski – książka Roztrzaskane lustro (wyd. Biały Kruk)

wyróżnienia
- Justyna Błażejowski – książka Ta historia wciąż trwa. Wspomnienia Jana Olszewskiego (Zysk i S-ka, IPN)
- Paweł Chojnacki – książka Reemigrejtan. Kiedy Zygmunt Nowakowski wróci wreszcie do Krakowa (Wydawnictwo Libron)
- Janusz Węgiełek – książka Krukowate (wyd. LTW)

pozostałe nominacje
- Adam Fitas – Patriota pejzażu. Studia i szkice do portretu Józefa Mackiewicza (wyd. Katolicki Uniwersytet Lubelski)
- Bartosz Jastrzębski – Światło Zachodu, szkice o myśli i kulturze chrześcijańskiej (wyd. Fundacja Augusta hrabiego Cieszkowskiego)
- Tomasz Krzyżanowski – Szara (wyd. Witold Gadowski)
- Marta Kwaśnicka – Pomyłka (Wydawnictwo Benedyktynów)
- Jan Polkowski, Piotr Legutko – Ryzyko bycia Polakiem (wyd. Biblioteka Literacka)
- Andrzej Świdlicki – Pięknoduchy, radiowcy, szpiedzy, Radio Wolna Europa dla zaawansowanych (wyd. Lena, Biblioteka Solidarności Walczącej)
- Krzysztof Tyszka-Drozdowski – Żuawi nicości (wyd. Teologia Polityczna)

2021
laureat
- Paweł Lisicki − książka Dogmat i tiara (wyd. Fronda)

wyróżnienia
- Katarzyna Bałżewska − książka Przestrzenie totalitarnego zniewolenia. Doświadczenia wojny i okupacji w twórczości Józefa Mackiewicza (wyd. Instytut Pileckiego)

pozostałe nominacje
- Piotr Wierzbicki − Powrót do Mickiewicza (Państwowy Instytut Wydawniczy),
- Piotr Lipiński − Kroków siedem do końca. Ubecka operacja, która zniszczyła podziemie (Wydawnictwo Czarne)
- Paulina Subocz-Białek, Ireneusz Staroń − Poza mapą. O “Nadberezyńcach” Floriana Czarnyszewicza (wyd. Arcana)
- Wojciech Kudyba − I co dalej? (Wydawnictwo Pewne)

2022
laureat
- Marcin Pilis – książka Cisza w Pogrance (wyd. Lira)

wyróżnienia
- Mirosław Dzień – książka O męczeństwie rozumu i zarazie świata (wyd. Towarzystwo Przyjaciół Sopotu)
- Tomasz Sommer, Marek Jan Chodakiewicz, Ewa Stankiewicz – książka Jedwabne. Historia prawdziwa (wyd. Veritatis Splendor)
- Maciej Zakrzewski – książka Rewolucja konserwatywna – przypadek Polski. Myśl polityczna “Buntu Młodych” i “Polityki” (1931-1939) (wyd. IPN, Ośrodek Myśli Politycznej)

pozostałe nominacje
- Ernest Bryll – Ma się ku wieczorowi. Wiersze niepublikowane z lat 2014-2020 (wyd. Edycja św. Pawła – Instytut Literatury)
- Wojciech Chmielewski – Jezioro Dargin (Wydawnictwo Czytelnik)
- Marek Jurek – 100 godzin samotności albo rewolucja październikowa nad Wisłą (Wydawnictwo Dębogóra)
- Wojciech Kudyba – Pułascy Tom 2: Non alius regit (Państwowy Instytut Wydawniczy)
- Krzysztof Tyszka-Drozdowski – Zamknięte raje (wyd. Arcana)

2023
laureat
- Rafał Wojasiński – książka Tefil (Wydawnictwo Nisza)

wyróżnienia
- Paweł Milcarek – książka Otwarte okna. Szkice z kultury humanizmu katolickiego (Wydawnictwo Dębogóra)
- Bogdan Rymanowski – książka Dopaść Morawieckiego. Życie doczesne i wieczne Kornela buntownika (wyd. Zysk i S-ka)
- Andrzej Waśko – książka Pan Tadeusz. Media pamięci (IPN, Fundacja Rozwoju Systemu Edukacji)

pozostałe nominacje
- Piotr Kokociński – Miś Kolabo (Państwowy Instytut Wydawniczy)
- Paweł Rzewuski – Syn bagien (Wydawnictwo Literackie)
- Bogdan Szlachta – Demokracja liberalna. Źródła, ustanowienie (?) i kres (?) (Wydawnictwo Instytut De Republica)
- Nina Taylor-Terlecka – Wielkie Księstwo Litewskie i inne terytoria (wyd. Prymat)
- Bohdan Urbankowski – Romantyzm polski (wyd. Biały Kruk)

2024
laureat
- Krzysztof Kosiński – Bunt duszy polskiej. O twórczości politycznej i literackiej Romana Dmowskiego (z lat 1893-1934) (wyd. Instytut Dziedzictwa Myśli Narodowej)

wyróżnienia
- Marcin Cielecki – Dziedziniec pogan (wyd. Państwowy Instytut Wydawniczy)
- Krzysztof Masłoń – Klątwa sprzeczności sylwetki dwudziestowiecznych pisarzy (Wydawnictwo Zysk i S-ka)
- Tomasz Pudłocki – Szekspir i Polska. Życie Władysława Tarnawskiego (1885 – 1951) (wyd. Instytut Pamięci Narodowej, IPN Rzeszów–Warszawa)

pozostałe nominacje
- Antoni Libera – Najlepiej się nie urodzić i inne teksty prozą (wyd. Państwowy Instytut Wydawniczy)
- Wojciech Jerzy Muszyński – Bolesław Piasecki. Początki drogi (1915-1944) (wyd. Instytut Pamięci Narodowej, IPN)
- Stanisław Srokowski – Dwie miłości licealisty (Wydawnictwo Witold Gadowski)
- Ireneusz Staroń – Wzgórze Bzów (Wydawnictwo Ursines)
- Piotr WItt – Kroniki paryskie drugie (Wydawnictwo Prohibita)
- Maja Wolny – Pociąg do Imperium. Podróże po współczesnej Rosji (Wydawnictwo Marginesy)

2025
- Stanisław Srokowski – Z kościoła do piekła (Fronda)
- Marek Stokowski – Lotnicho (Wydawnictwo Lira)
- Iwona E. Rusek – Stanisław Wyspiański Mit – Tradycja – Historia (Instytut Pamięci Narodowej)
- Jan Majchrowski – Polidruki. Potrawa z książek i ludzi (Zysk i S-ka)
- Jan Maciejewski – Już Pora. Miesiące i godziny (Teologia Polityczna)
- Andrzej Horubała – Incydenty (Teologia Polityczna)
- Marta Kwaśnicka – Widoki (Wydawnictwo M)
- Piotr Nowak – Akcent typowo polski. Szkice o kulturze Polaków (Państwowy Instytut Wydawniczy)
- Cezary Harasimowicz – Bieta (Wydawnictwo Lira)
- Kacper Kita – Saga rodu Le Penów (Wydawnictwo Dębogóra)
- Krzysztof Kloc – „Białorusin, który udaje Litwina”. Czesław Miłosz i Polska 1918-1939 (Wydawnictwo OMP)